# Spell of Iron
Albums de Tarot
- Follow Me into Madness
(1988)
"Spell of Iron" est le 1er album studio du groupe de metal finlandais Tarot, sorti en 1986 chez Flamingo Music. Bluelight Records et Spinefarm Records l'ont sorti en CD respectivement en 1994 et en 2006.

## Titres
1. Midwinter Nights - 4:32
2. Dancing on the Wire - 3:08
3. Back in the Fire - 5:37
4. Love's Not Made For My Kind - 3:26
5. Never Forever - 3:15
6. Spell of Iron - 3:32
7. De Mortui Nil Nisi Bene - 3:25
8. Pharao - 2:56
9. Wings of Darkness - 3:37
10. Things That Crawl At Night - 5:54

## Single
- Wings of Darkness (1986)
- Love's Not Made for My Kind (1986)

## Formation
- Marco Hietala – chants & basse
- Zachary Hietala – guitare
- Mako H. – guitare
- Pecu Cinnari – batterie